# 吉田安愉子
吉田 安愉子（よしだ あゆこ、6月29日 - ）は、日本の女性声優。埼玉県出身。ぷろだくしょんバオバブ所属。

## 人物
映像テクノアカデミア卒業。
特技はカタログ校正、イラストを描くこと。趣味は映画鑑賞、観劇、読書、花火大会へ行くこと。
資格は普通免許。

## 出演作品

### テレビアニメ
2006年
- 陰からマモル!（ゆうなママ〈紺若春〉）

2008年
- のらみみ（女の子の母）

2011年
- フラクタル（ツナミ、クレインの母、老巫女C、若巫女）

### 劇場アニメ
2006年
- 名探偵コナン 探偵たちの鎮魂歌（ミラクルランド・エキストラ）

### ゲーム
2006年
- グラナド・エスパダ（エンジ・ショルリ、オーシュマスケッティア）

### 吹き替え
- 王妃マリー・アントワネット
- グッド・ワイフ
- クリミナル・マインド FBI行動分析課（ラニ）
- 恋する宇宙
- 呪怨 パンデミック（サリー）
- スネークトレイン（クララ）
- チャームド 〜魔女3姉妹
- ドールハウス Dollhouse（シエラ）
- ハウエルズ家のちょっとおかしなお葬式
- バグ・ミー・テンダー 恋と友情の物語
- HAWAII FIVE-0
- 弁護士イーライのふしぎな日常
- ロスト・ワールド/ジュラシック・パーク